# تاكيشي هارادا
تاكيشي هارادا (باليابانية: 原田武一) مواليد 16 مايو 1899 في أوساكا - الوفاة 12 يونيو 1978 في كوراشيكي، أوكاياما، اليابان، كان لاعب كرة مضرب ياباني بدأ مسيرته كمحترف سنة 1924. أعلى تصنيف له في الفردي كان المركز الـ 7 في سنة 1926. سبق أن شارك في دورة الألعاب الأولمبية الصيفية.

## روابط خارجية
- تاكيشي هارادا على موقع رابطة محترفي التنس (الإنجليزية)
- تاكيشي هارادا على موقع الاتحاد الدولي لكرة المضرب (الإنجليزية)
- تاكيشي هارادا على موقع كأس ديفيز (الإنجليزية)
- تاكيشي هارادا على موقع أرشيف التنس.كوم (الإنجليزية)
- تاكيشي هارادا على موقع خلاصة التنس.كوم (الإنجليزية)
- تاكيشي هارادا على موقع أوليمبيديا (الإنجليزية)